# Las Yaguas, Tres Valles
Las Yaguas är en ort i Mexiko.   Den ligger i kommunen Tres Valles och delstaten Veracruz, i den sydöstra delen av landet, 300 km öster om huvudstaden Mexico City. Las Yaguas ligger 50 meter över havet och antalet invånare är 738.
Terrängen runt Las Yaguas är mycket platt. Runt Las Yaguas är det ganska tätbefolkat, med 75 invånare per kvadratkilometer. Närmaste större samhälle är Nuevo Paso Nazareno, 13,0 km väster om Las Yaguas. Omgivningarna runt Las Yaguas är en mosaik av jordbruksmark och naturlig växtlighet.